# Valeco
Valeco est un producteur et exploitant d'énergies renouvelables, filiale d'EnBW, l'un des plus grands fournisseurs d'énergie en Allemagne et en Europe, 
Basée à Montpellier depuis plus de 30 ans, la société emploie 220 personnes, réparties sur sept agences en France et une au Canada dans les secteurs de l'énergie éolienne, photovoltaïque et biomasse.

## Historique
Valeco est créé en 1995 sous forme de SAS par la famille fondatrice.
En 2008, la Caisse des Dépôts décide de prendre part au capital du Groupe à hauteur de 30 %. La même année, Valeco met en service la première centrale photovoltaïque au sol de France à Lunel, dans l'Hérault.
En 2012, Valeco poursuit son développement en France et à l'international en ouvrant de nouvelles agences.
En 2018, l'entreprise effectue son premier repowering d'une éolienne dans les Pyrénées Orientales.
En mars 2019, Valeco annonce être en négociations exclusives avec l'énergéticien allemand EnBW pour la cession de 100 % de son capital. En juin 2019, l'entreprise est officiellement rachetée par EnBW et intègre donc un groupe de 21 000 salariés qui traite avec 5 500 clients.
En juillet 2024, Valeco est jugé auprès du tribunal correctionnel de Montpellier après des plaintes déposées par six associations environnementales. Ces dernières reprochent à l'entreprise d'être responsable de destruction et d'atteinte à espèce protégée, après la mort d'un aigle royal, retrouvé mort au pied d'une éolienne en janvier 2023. Les condamnations sont confirmées en avril 2025, le tribunal correctionnel de Montpellier ordonnant l'arrêt temporaire d'un parc éolien géré par Valeco.

## Activités
Valeco est présente sur toute la chaîne de valeur : de l'identification de sites propices, à la vente d'électricité renouvelable
Elle est basée à Montpellier, avec des agences à Amiens, Boulogne-Billancourt, Nantes, Toulouse, Dijon, Lyon, Aix-en-Provence, Poitiers et Bourges. Ses activités en France sont dans tout l'hexagone, pour une puissance installée totale de plus de 900 MW. Un parc éolien à Sommereux à Tuchan, à Semide.

## Gouvernance
Valeco est une filiale à 100% d'EnBW, présidée par François Daumard et dirigée par Philippe Vignal, directeur général de EnBW Énergies Renouvelables.